# Copestylum capensis
Copestylum capensis är en tvåvingeart som först beskrevs av Ignaz Rudolph Schiner 1868.  Copestylum capensis ingår i släktet Copestylum och familjen blomflugor. Inga underarter finns listade i Catalogue of Life.